# Отто фон Штюльпнагель
Отто Едвін фон Штюльпнагель (нім. Otto Edwin von Stülpnagel; 16 червня 1878, Берлін — 6 лютого 1948, Париж) — німецький офіцер і військовий історик, генерал піхоти вермахту.

## Біографія
Отто фон Штюльпнагель народився в сім'ї прусського оберста Отто фон Штюльпнагеля (1822—1899) та Іди Міхаеліс (1856—1909): його старшим братом був генерал піхоти Едвін фон Штюльпнагель (1876—1933). Отто навчався в Прусській військовій академії і в 1909 році приєднався до Німецького генерального штабу. Під час Першої світової війни він служив офіцером генштабу в цілому ряді штабів.
Після закінчення війни, в 1921 році був призначений начальником Департаменту міжнародного права при Миротворчій комісії. На даній посаді він опублікував численні роботи і есе, в яких виступав проти звинувачень Німецької імперії у військових злочинах з боку Антанти. У 1925 році він був переведений в штаб 14-го піхотного полку; в наступному році він був направлений в якості представника рейхсверу на Женевську конференцію з роззброєння.
На початку 1927 року Штюльпнагель прибув в 7-й прусський піхотний полк, де пройшов ценз командування полком; на початку 1929 року він був переведений до Берліна і був призначений інспектором транспортних сил при міністерстві оборони. Вийшов у відставку в кінці березня 1931 року. Після приходу до влади в Німеччині націонал-соціалістів, в 1934 році, Штюльпнагель, який будучи молодим офіцером проходив навчання на пілота, заснував на замовлення Міністерства авіації військово-повітряну школу Берлін-Гатов; в наступному році він став організатором Військово-повітряної академії. 1 жовтня 1935 року перейшов у люфтваффе, ставши першим командиром академії.
На початку Другої світової війни Штюльпнагель був мобілізований: 25 жовтня 1940 року він був призначений військовим командиром окупованої Франції. У середині травня 1941 року на підконтрольній йому території було страчено 3700 євреїв. 17 грудня 1941 року наклав на французьких євреїв «штраф» в розмірі одного мільярда франків, який повинен був бути виплачений в розстрочку. Нарешті, за його наказом були розстріляні загалом 98 заручників в Нанті і Шатобріані. Був остаточно звільнений зі служби в серпні 1942 року; після війни був заарештований і в 1946 році доставлений до Франції. На початку лютого 1948 року повісився в паризькій в'язниці «Cherche-Midi», де чекав початку суду.

## Звання
- Фанен-юнкер (10 січня 1897)
- Фенріх (18 серпня 1897)
- Другий лейтенант (24 травня 1898)
- Оберлейтенант (17 грудня 1908)
- Гауптман (23 травня 1911)
- Майор (16 травня 1916)
- Оберстлейтенант (1 квітня 1921)
- Оберст (1 серпня 1925)
- Генерал-майор (1 лютого 1929)
- Генерал-лейтенант (1 лютого 1931)
- Генерал авіації запасу (1 жовтня 1935)
- Генерал авіації (1 жовтня 1936)
- Генерал піхоти (1 грудня 1940)

## Нагороди
- Столітня медаль
- Орден Червоного орла 4-го класу
- Орден Корони (Пруссія) 4-го класу
- Залізний хрест 2-го і 1-го класу
- Королівський орден дому Гогенцоллернів, лицарський хрест з мечами
- Орден «За військові заслуги» (Баварія) 3-го класу з мечами
- Орден Альберта (Саксонія), лицарський хрест 1-го класу з мечами
- Орден Вюртемберзької корони, лицарський хрест з мечами
- Орден Грифа, лицарський хрест
- Хрест «За військові заслуги» (Мекленбург-Шверін) 2-го класу
- Військовий Хрест Фрідріха-Августа (Ольденбург) 2-го і 1-го класу
- Орден Альберта Ведмедя, лицарський хрест 2-го класу
- Ганзейський Хрест (Гамбург, Бремен і Любек)
- Хрест «За військові заслуги» (Австро-Угорщина) 3-го класу з військовою відзнакою
- Хрест «За вислугу років» (Пруссія)
- Пам'ятний знак пілота (Пруссія)
- Орден Святого Йоанна (Бранденбург), почесний лицар
- Почесний хрест ветерана війни з мечами
- Медаль «За вислугу років у Вермахті» 4-го, 3-го, 2-го і 1-го класу (25 років)
- Хрест Воєнних заслуг 2-го і 1-го класу